# 幻魔大戦シリーズの登場人物一覧
幻魔大戦シリーズの登場人物一覧（げんまたいせんシリーズのとうじょうじんぶついちらん）では、幻魔大戦シリーズに登場する人物について記述する。
- 幻魔大戦世界はパラレルワールドとなっており、登場人物は時代・分岐を超えて非常に多岐に渡っているが、基本的に同一の世界観に基づいていると解釈する。
- 同一人物が複数の作品に登場するケースが多い。そのため、人物欄には登場する作品に応じて、以下の略称を付与する。
  - 【マガ】少年マガジン版『幻魔大戦』
  - 【映画】アニメ映画版『幻魔大戦』
  - 【新】『新幻魔大戦』
  - 【神話】リュウ版『幻魔大戦（神話前夜の章）』
  - 【真】『真幻魔大戦』
  - 【小説】小説版『幻魔大戦』
  - 【ハル】『ハルマゲドン』
  - 【少女】『ハルマゲドンの少女』
  - 【砲台】『その日の午後、砲台山で』
  - 【deep】『幻魔大戦deep』
  - 【トル】『幻魔大戦deepトルテック』
  - 【Rebirth】『幻魔大戦 Rebirth』

## 東丈
真の救世主、“光の子”。血統としては由井正雪とおみちの子孫。魂としてはアポロ、役の小角、正雪の後世である。
【マガ】青林学園高校2年生。柔道一級。東京大学への進学を諦めるよう出羽に言われたのと、野球部のレギュラーになれないという挫折を一度に味わう。強大なサイコキネシスを潜在能力として有していることをルーナに見出され、半ば強制的に力を発現させられる。宇宙を滅ぼそうとする幻魔の存在を知り、戦うことを決意する。ニューヨークでサメディと戦うルーナの危機を知り、ニューヨークまで飛んでエスパー戦団としての初陣を飾る。富士山戦で岩をも溶かすノヴァ現象が発現。そこから熱エネルギーを逆転させる超能力「絶対零度」で火竜の幻魔を倒す。シグの挑戦状である月の地球落下を為す術なく見上げる。
【映画】青林学園高校2年生。野球部のレギュラーになれなかったことと、恋人・沢川淳子から別れを告げられるという挫折を一度に味わう。強大なサイコキネシスを潜在能力として有していることをルナに見出され、半ば強制的に力を発現させられる。宇宙を滅ぼそうとする幻魔の存在を知り、戦うことを決意する。ニューヨークでザメディと戦うルナの危機を知り、ニューヨークまで飛んでサイオニクス戦士としての初陣を飾る。最終決戦直前に岩をも溶かすノヴァ現象が発現。ベガの躯体を増幅装置とし、超能力「絶対零度」でカフーを倒す。
【新】東丈がいない世界が舞台となっている。
【真】作家、超常現象研究家。29歳。K-大学出身。高校生向き学習雑誌に『正雪戦記』を連載する。ムーンライトに出会い、クェーサーの極秘資料を託される。東卓、東三千子が失踪し、捜索のためにやってきたアメリカ滞在中、ロサンゼルス行きDC-8機内で自身が真の救世主でることを自覚し、直後に失踪する。
【小説】序盤の大筋はマガジン版と同じだが、ニューヨーク戦後ルナ達と別れ東京に戻る。念動力は有史以来最大の規模で、文字通り山をも動かす。幻魔の真実を伝え仲間を集めるために、久保陽子と共に高校文芸部の一分科会として幻魔研究会、通称GENKENを作る。文化祭での講演後、平山圭吾の後援を得て校外に事務所を構え、執筆活動などを行う。箱根セミナー中、井沢郁江に後を託し逃亡する。主な著書に『幻魔の標的』。
【砲台】三歳児として登場。
【deep】作家、超常現象研究家。50代。独身。視力5.0。3歳の頃、庭の石灯篭を空中浮揚させて遊ぶ。作家としての作品は全て絶版。学生時代は聖人（セイント）とあだ名されていた。
【トル】雛崎みちるの義父にして師。
【Rebirth】マガジン版同様、青林学園高校2年生として登場。

### 由井正雪
【新】与四郎とも。徳川家光時代の徳川幕府の浪人政政策に心を痛め、幻魔と一体化する。
【Rebirth】回想でたびたび丈の他の過去世とともに描かれる。

### 役の小角
モデル（容姿）：役行者（『ギルガメッシュ』の役行者（主人公たちの祖先））
【真】役小角（えんのおづぬ）。大峰山で修行する青年。超絶的な法力を持つが弧高で偏狭。東丈の過去世。
【Rebirth】回想でたびたび丈の他の過去世とともに描かれる。時舟が眠る場所の近くのほこらには、役行者の像がほられていた。なお、役行者の像の絵は、『ギルガメッシュ』に登場した役行者の像をモデルにしている。

### アポロ
【少女】太陽の子と呼ばれる覚者。ゼウスの息子。東丈の過去世。高校生東三千子とクロノスを、古代王国アリエスの時の関門を使い、超空間へ送った。
【Rebirth】回想でたびたび丈の他の過去世とともに描かれる。

### 魔王
【Rebirth】別世界（マガジン版）の東丈。怒りや恐怖を超能力発動のトリガーとしたために、幻魔と一体化してしまった姿。

## 東三千子
血統としては由井正雪とおみちの子孫。魂としてはこの次元宇宙の母なる者。光を受胎し真の救世主である丈を産み出す存在。
【マガ】ルーナらを自宅に泊めた際、サメディとゾンビーの襲撃に遭う。炎を操り2匹を倒すが、自身も死亡する。後に残留思念となり、丈を助ける。マガジン版のみ、ミチ子と呼ばれる。
【映画】ニューヨーク戦から逃亡したザメディとザンビの襲撃に遭う。炎を操りザンビを倒すが、自身も死亡する。後に残留思念となり、丈を助ける。
【真】失踪するが、ムーンライトと行動を共にしている。超空間で東丈を産む。
【小説】マガジン版と同様、幻魔に襲われ炎で反撃するが生き残る。丈のGENKEN設立後は一歩退いた位置で支えるが、丈の失踪後は表舞台に立つことを決意する。
【ハル】中学、高校時代は陸上の短距離走選手だったが、心臓に問題が見つかり引退する。井沢郁江と会う約束でGENKENを訪れるが、一方的に反故にされる。岸本チヤ子との面会の際、自身が男性との付き合いが全くなかったこと、性欲も全くないわけではないことを明らかにする。チヤ子の心臓を生体エネルギーで治療する。郁江に直接会うためにマリソル・オフィスに向かう。
【少女】木村市枝と渡米中、幻魔に憑依された乗客に襲われそうになるが、それを光のエネルギーで追い払ったのは17歳の東三千子の霊体だった。失意のルナと出会い、励ます。宇宙意識体フロイと同等まで魂のレベルが高まる。
【砲台】力を貸してほしい、と四騎忍に頼む。
【deep】英米文学の翻訳家。60代。ペンネームは美砂。サンシャイン・ボーイと出会った後、急速に若返る。
【Rebirth】ルナやベガの正体に気付き、それを即座に受け入れる。丈が行った「見知らぬ世界」では三千子の存在が消え、代わりに卓が登場していた。

### アルテミス
アポロの双子の姉。
【真】アポロの心の支えになっている描写がある。
【少女】『真』同様、アポロの姉だが、描写は少ない。

## 杉村由紀
過去世はおみち、雪野。
【小説】元、板倉俊彦の秘書で、東丈のクリスマス講演会後に丈の個人秘書になる。テレパシー能力を持つ。高校を中退後、世界を放浪する。かつては性に奔放で、麻雀、タバコ、酒なども嗜んでいた。失踪した丈の代理として、米国超能力者会議へ参加する。元同級生の河村蓉子によると、高校時代、17歳の由紀には子供がいたというが、本人の記憶にはない。
【少女】アメリカで東三千子、木村市枝を迎える。
【真】故人。杉村優里の母。17歳で優里を産む。ニューヨークで事故に遭い死去。別分岐世界でのGENKEN時代の記憶を優里と共有する。
【砲台】失踪した東丈を探す。

### おみち
【新】由井正雪と愛し合い身篭るが難産の末死亡し、墓中で出産する。子は後の山本千之助。
【真】東三千子の魂の波動を持つ。前世は雪野、後世は杉村由紀。

### 雪野
【真】小角の下山を待つ豪族の娘。東三千子によく似ている。小角とは従兄妹だと思っており、異母兄妹であることは知らない。後世はおみち、杉村由紀。

## 杉村優里
母は杉村由紀、父は霊体の東丈。過去世はお時、クロノス。役割はお時を“継ぐ者”。
【真】石室義輝の秘書、友人。映画『太陽の戦士』のために派遣され、原作者である東丈の個人秘書になる。初対面の丈を由井正雪のようだと評する。遠感の持ち主。運転はA級ライセンスの持ち主。生田寓の関門から飛鳥時代に時間跳躍し、役の小角らに会う。“継ぐ者”。

### お時
時間跳躍者（タイム・リーパー）、時間跳躍能力は大火により発動する。江戸の大火、東京大空襲などで時間跳躍を繰り返す。肩に赤い蝶の痣がある。
【新】お蝶と香川千波が精神融合して誕生した人格。時間跳躍により1999年から江戸時代に戻る。ベアトリスの意思を継ぎ、幻魔に対抗できる超能力者の家系を生み出すために活動する。
【真】月影を偲び“ムーンライト”と名乗る。クェーサーの調査部長で、ジョン・カコニアス・カトーの腹心。日本名、黒野千波。【新】のお時と同一人物。3年間勤務後、クェーサーを辞める。
【小説】東三千子が見る幼い日の空襲の夢に登場する本当の母、東家の実母とは似ても似つかぬ三千子に極似した容姿を持つ。

### クロノス
【真】お時、杉村優里の過去世。ムウに滞在しており、超空間から幻魔世界へと転移する。人格破綻者。堕天使ルキフェルの息吹に触れて世界の真の姿をみる。
【少女】知性も品性もない少女だが、時空を巡り大いなる宇宙意思の語り部となることが運命付けられている。アストラルボディとして現れた高校生東三千子に、ムウへ導かれる。
【Rebirth】推水晶の中に意識を残し、#杉村遊奈の体を使い、丈に意志を伝える。

## 杉村遊奈
妹は杉村由佳。
【Rebirth】「見知らぬ世界」で、丈たちの学校の教師として赴任してきた人物。#杉村優里や#お時や#クロノスが過去世であるような描写がある。

## 杉村由佳
姉は杉村遊奈。
【Rebirth】クェーサーでイワン・ウイスキーの補佐を行う人物。

## ミス・クロノ
お時に近い設定を持つ人物。また、「クェーサーに関係している」「イワン・ウイスキーと直接話す」など杉村由佳や杉村遊奈にも、関連性がみられる。
【Rebirth】ガモ・ウイスキーとイワンの親子を迎え入れるはずだった組織に潜入しており、イワンの世話係として飛行機に同乗する。イワンが組織中枢を壊滅させた際に生き延び、自殺しようとしたイワンを救う。

### ミス・クローノ
ミス・クロノに近い設定を持つ人物。黒人女性。
【Rebirth】シークレットサービスの一員。タイガーマンの催眠術による洗脳から、大統領を守る。

## ルナ
第一王女。強力なテレパシスト。ルナ王女、プリンセス・ルーナなどとも呼ばれる。
【マガ】夢のお告げにより、アメリカ行きの旅客機に搭乗する。途中、旅客機は、フロイによって宇宙から送られて来たベガと衝突、空中分解した。フロイの力により意識が地球から380万光年離れた宇宙に跳び、十数億年にわたって続く大連盟と幻魔の戦いを知る。地球戦団の参謀にベガを任命する。サメディとのニューヨーク戦後、超能力を失い一時離脱するが、すぐに復活する。レムという侍従長が渡米に付き添っていた（コーヒーを欲しがるルーナにミルクにするよう進言し、そのすぐ後、ベガの衝突に巻き込まれ死亡した）。
【映画】親善使節としてアメリカを訪問するために旅客機に搭乗する。途中、旅客機は幻魔の策略で地球に落とされたベガの救命カプセルと衝突し、墜落。フロイの力により意識が地球から380万光年離れた宇宙に跳び、十億年にわたって続く幻魔との戦いを知る。後はマガジン版と大筋は同じ。
【新】故人。女王。ベアトリスの母。救世主を産む資格を備えていたが、相応しい配偶者を得ることができなかった。
【真】故人。フロイの啓示を受けなかったため、本来なすべき目的を失い、アルコール依存症により早世する。高次元意識体として丈に再会する。
【小説】マガジン版と大筋は同じ。フロイより大連盟地球戦団の司令官に任命される。強い人種差別意識を持つ。ニューヨークでのザメディ戦後、ミスタ・メインの支援を受け米国超能力者協会を組織する。GENKENの箱根セミナーで姿が目撃される。
【少女】ザメディ戦後、一人日本に帰国した東丈を待ち続けていたが、丈が失踪し、さらに精霊会議の執拗な妨害と攻撃で疲弊したため、全てに絶望する。ベガ、ソニーは去り、失意のためアルコール依存症となっている。東三千子の説得により、国連総会でのテレパシー放送を決意する。
【Rebirth】ルナ（ベアトリス）の母親として登場。かつて、別の世界で丈を先導したが、丈を愛してしまったことを明かしている。

## 井沢郁江
【小説】東丈の同級生。カリスマと化す丈の本性を暴いてやろうという気持ちからGENKENに参加。久保陽子の嫉妬による呪いで子宮癌を発症するが後に奇跡の生還を果たし、それ以来、超感覚に目覚める。丈の失踪後はGENKENの会長代理を務めるが、その独断専行により会は崩壊し始める。過去世はムウのソル王女。
【ハル】高野老人の後援で、個人事務所、通称マリソル・オフィスを設置。土屋香をゴーストライターとして全十巻の本を代作させようとしている。東三千子と会談する約束をしていたが、一方的に反故にしようとする。霊体として現れ、現実の高鳥慶輔と交合する。対幻魔で手を組まないかと持ちかける。この霊体が幻魔による偽の郁江かどうかは、作中では明言されない。
【真】CRAの会員。
【砲台】鉄塔展望台のシーンに登場。
【deep】東丈の同級生。赤い羽根募金活動の後、たまたま丈と一緒になった帰り道、3人の不良に絡まれるが、丈が3人を消し去るのを目撃する。

### ソル
本名ソル・デラ・マリソル。ムウの王女。盲人。
【小説】井沢郁江の過去世。
【少女】クロノスを時の関門からムウに導く。
【真】ムウに関連する女性として登場。

## 平山圭子
【小説】青林学園高校3年生。GENKENの最古参の一人。秘書グループのスタッフを務める。過去世はムウの巫女、フォーリア。
【ハル】最低限の受付業務が出来ないばかりか東三千子を追い返そうとした柿坂を叱責する。井沢郁江に批判的。GENKENとは組織のことではなく東丈の意思を継ぐ自分達ひとりひとりのことであると考える。
【真】CRAの会員。田崎宏の妻。
【deep】東丈のお気に入り。美少女。

### フォーリア
【小説】神殿の巫女。ワーリアの姉。平山圭子の過去世。

## 伴野静子
【小説】女子大生。GENKENの秘書見習。過去世はムウの巫女でフォーリアの妹、ワーリア。
【ハル】マリソル・オフィスと平山ビルを往復する連絡係。

### ワーリア
【小説】神殿の巫女。フォーリアの妹。伴野静子の過去世。

## 久保陽子
小学校4年生まで横浜に住んでいた。東丈を愛しているが、常に単なる友人の地位に甘んじており、結ばれる分岐世界はない。
【真】イラストレーター。東丈の高校時代の同級生で、大学も同じK-大学。丈が創設した超常能力研究会の創設メンバー。イラストレーターとしては最近ようやく芽が出始めつつある。丈とは友人としての一線を越えない付き合いに甘んじていたが、本心は丈を愛しており、その鬱屈した感情をつけこまれ、白衣の行者の幻魔に犯された。
【小説】青林学園高校2年生。東丈の同級生、文芸部の部長。丈と共にGENKENを設立するが、カリスマ化していく丈を一人の男性として愛してしまい、独占欲が生まれる。その心の隙から江田四朗の手に落ちる。丈たちに救出され、後にGENKENに復帰するが、幻魔の手先と化している。「午前二時の訪問者」として井沢郁江を呪い、子宮癌にする。色魔となり、高鳥慶輔、元子と交合する。
【ハル】高鳥慶輔から離れる。木下と山下公園で会う。
【deep】イラストレーター。東丈の高校時代の同級生で、現在も友人。一緒に仕事をしたこともある。たまに出版社主催のパーティで顔を合わせる。
【Rebirth】東丈の高校の同級生。眼鏡をかけている。自身の幻視のことをジュンに相談して、丈と引き合わされる。別の世界（パラレルワールド）での記憶がきっかけで幻魔によって支配され、下半身を大蛇に変えて東丈を飲み込む。そのまま、ステラとベガに襲いかかるが、それが東丈の覚醒の引き金となる。

## ベガ
サイボーグ戦士。大連盟の機動部隊司令官。200年に及ぶ戦闘の末、内部の裏切りに遭って幻魔に敗北する。絶望から自死を選んだが、フロイの力により救命カプセルで2000年の眠りにつく。かつて地球に存在した超古代文明と交流があり、遺跡の壁画に姿が描かれている。
【マガ】フロイにより地球に送り込まれ、ルーナの参謀を務める。地球到着時にルーナの乗る飛行機に衝突し、ルーナ以外の乗客・乗員を全員死亡させている。
【映画】大筋はマガジン版と同じ。火竜（カフー）戦で自らの躯体を増幅装置としたため、力を使い切り光の玉となる。
【真】時の間（はざま）に落ち、飛鳥時代の日本で岩の下に埋まっていたところを役の小角に助けられる。心を失っている。鋼鬼と呼ばれ小角の使いとなる。
【小説】大筋はマガジン版と同じ。ルナにより大連盟地球戦団の軍事顧問に任命される。ニューヨークでザメディと戦い、肉体の大部分を異次元に放逐させ勝利する。
【少女】ルナに失望し、袂を分かつ。
【Rebirth】自己修復の際、過去の出来事（マガジン版）の夢をみる。

## リアリー
【真】地球を導く女神的存在の超意識エネルギー集合体。東丈やルナ、ムーンライトに限らず地球人全ての意識をその裡に収束しており、彼らの意識を自由に呼び出し肉体化させることができる。ソルの聖なる眠りにしばしば現れる。
【少女】古代ギリシアで老婆パンドラとして現れる。東三千子に道を示す。

### パンドラ
【少女】魔女と呼ばれる老婆。正体は女神リアリー。

## ソニー・リンクス
強力な物体転移能力を持つ。また、東丈よりも優れたテレパシー能力も持つ。
【マガ】この作品のみ「サンボ」と呼ばれている。
【映画】劇中盤からサイオニクス戦士として東丈達と共闘する。
【真】大学生。子供の頃に比べ超能力が低下している。ムーンライトの依頼でライアンを助けるため、拳銃を10ドルで売るが、ライアンは射殺されてしまう。現場に現れ、クェーサーの工作員を文字通り消し、ライアンの遺体をどこかに転移させる。最後の力でスーザンを安全な場所に転移させる。エレベータの最上階で強力なサイキック攻撃を受け捕まる。ソニーの身体はエレベータの鋼板と半ば融合し、生死不明となる。超空間の住人としても登場。
【小説】ギャング団のボス。5歳の黒人幼児。悪魔小僧と呼ばれる。GENKENの箱根セミナーで姿が目撃される。
【Rebirth】マガジン版のエピソードを、別世界の出来事として記憶しているが、アメリカにいるため、東丈たちになかなか合流できずにいた。

## レオナード・タイガーマン
虎憑きの超能力者。マガジン版のみレオナード・タイガー。先祖はティグリノ。
【マガ】Dr.レオナード=タイガー超心理学研究所所長。デューク大学教授。元陸軍E・S・P研究所所長。IQ180。アレルギー性の蕁麻疹を持っており、興奮すると身体が縞状になる。イカサマの超能力を用いたことがばれ、陸軍E・S・P研究所を追い出される。ルーナが一時離脱した際にエスパー戦団のリーダーを自称する。人類を裏切るが幻魔の奴隷になる。
【小説】ジョン・カコニアス・カトーと共謀しミスタ・メインからクェーサーを乗っ取る計画を立てる。超能力研究所の所長としてメインが推すが、ルナに「批判するだけで魂が穢れる」と言われる。
【真】強力な催眠術でリアを操り性奴隷にしようとするが、リアに憑依したルナに負ける。発作を起こし暴れまわる。
【Rebirth】かつて滅んだ世界（どの作品の世界かは不明）の記憶を持つ。一時は、催眠術が発動せず、単なる不審者となっていたが、その能力を取り戻し、丈に攻撃をしかける。その後は横田基地から米軍関係者を次々に洗脳していき、ついに大統領の近くにまでたどり着くが、大統領を催眠術で洗脳しようとしたとき、ミス・クローノによって阻止されてしまう。

## ジョージ・ドナー
【真】全米一のテレパシスト。本業はオーディオ関係の電子工学者。ムーンライトの監視をジョン・カコニアス・カトーから指示される。反クェーサーでもある。マリア・ロドリゲスが麻薬中毒の黒人二人組みに襲われていたのを助ける。カトーの指示でリアと組むが、リアが苦手。DC-8で失踪後、超空間でソル、クロノスらと出会う。幻魔世界でラチルが惨殺され覚醒。超戦士になる。
【少女】超空間で高校生東三千子、クロノスと会う。
【Rebirth】クェーサーの一員としてCIAに協力していた。その後、ザメディを倒すためにルナや東丈に協力し、そのまま彼らに合流する。

## 月影
【新】服部半蔵配下の下忍。犬神の一族。おみちの遺体にあるベアトリスの釵を探しに墓を掘り返したところ、座棺にあったのは中年男の遺体だった。真名児からベアトリスの釵を取り返そうとした際、投げられた釵が左目に突き刺さる。服部半蔵を挑発し、投げられたひょうが右目を潰すが、3日後満月の晩に再生する。狼に変形し、釵を取り返しお時に届ける。一度変形すると自分の意思では元に戻れないため、山に帰る。
【真】現代に白衣の行者姿で現れる。中田亜由に東丈の渡米は危険だと伝える。杉村優里に会う。
【Rebirth】現代で戦うサブの前に現れる。

### せぐろ
【真】杉村優里に月影と呼ばれる。狼から人間に容易に変身できる。

## 田崎宏
前世は丸橋忠弥
【小説】青林学園高校3年生。保守党の大物政治家を祖父に持ち、ガキ大将的な存在。検事総長とあだ名される。同級生の平山圭子に思いを寄せており、圭子が東丈の下でいかがわしい宗教活動をしているのが許せなかった。東丈と対決し、木刀で滅多打ちにするが後に改心し、丈の有力な帰依者となる。無名青年塾を設立。
【真】CRAの会員。複数の会社を持つ。
【deep】木村市枝とまだ交流がある。

### 丸橋忠弥
【新】丈の過去世である由井正雪の友人にして門人。

## ルーフ
マ王の子供。ジンの双子の兄。
【神話】マ族としての血が濃かったため、マ族の王子として育てられる。
【Rebirth】ジンとともにマ王に挑もうとする際（『神話前夜の章』の終盤）、東丈の声を聴く。

## ジン
マ王の子供。ルーフの双子の弟。
【神話】人間としての血が濃かったため、母親とともにある村で人間として育てられる。
【Rebirth】ジンとともにマ王に挑もうとする際（『神話前夜の章』の終盤）、東丈の声を聴く。

## シグ
【マガ】地球方面隊司令官。自称戦争芸術家。長い歴史をもつ知的種族が滅亡する際の悲壮美に心を惹かれる。東丈の非力さに失望し元素転換で石にするが、東三千子の残留思念の炎に焼かれ一度倒されるがすぐに復元した。幻魔に寝返ろうとしたレオナード・タイガーを奴隷にする。エスパー戦団への挑戦状として、月を地球に落とす。外見は髪の逆立ったスーツ姿の男性。
【トル】ミスティーという名の若者に化け、敵前逃亡した東丈を捜し求めている。本来の大能力者に育った東丈と戦うことにより、芸術家としての美意識が満足されるものだと考えている。
【Rebirth】ジュンに化け、東丈を鍛えて戦おうとする。その後、様々な攻防の末、東丈に敗れ、彼を幻魔大王のいるとされる宇宙の中心にまで案内する。

## 火竜
【マガ】東京を大地震にて壊滅させ、富士山を噴火させた幻魔。名の通り竜の姿。普段は溶岩と一体化し火口内に潜む。体そのものが生体原子変換器であり熱エネルギーを吸収する。丈の「絶対零度」により凍結させられ滅ぶ。
【Rebirth】シグにより、東丈の力を持つゼムドが幻魔樹となったところに、核ミサイルが撃ち込まれたことで誕生した。東丈の力を利用し、倒されても別世界の自分自身を召喚する。
【映画】下記のカフーの正体。

### カフー
【映画】地球壊滅作戦の最高司令官。カフー超能力研究所の所長。外見はにこやかに笑う壮年の男性。コミック版におけるシグと同じ役どころで、同様に東三千子の残留思念に焼かれて一旦倒されるが、火竜となりルナ達を追い詰める。しかし東丈の超能力「絶対零度」により滅ぶ。

## マ王
幻魔（マ族）の王。
【神話】幻魔軍の地球司政官。地球の管理という退屈な指令に飽き、戦いというゲームをするため、人間に自分の子供を産ませ、自分の能力を受け継いだ人間（と幻魔のハーフ）を生み出し、自分と戦いにくるのを待っていた。自分の子供の中でも、能力の高い双子のルーフとジン（とマ王と血縁があるのかは不明なダー）と対峙する。能力を認めはするが、さらに力を高めて自分を倒しに来ることを望み、現代の地球（あるいは別の地球）に送る。
【Rebirth】ルーフとジンが挑もうとしていることが明かされる。ルーフとジン（とダー）を現代の地球（あるいは別の地球）に送った後、規則を破ったために（おそらく人間に能力を与えたため）、幻魔世界の牢獄に囚人として捕らわれていた。他の幻魔の囚人と違い、知性と能力を奪われているが、それでも看守からは恐れられ、誰もマ王には近づけずにいた。結果として、そこに幻魔が近づかないため、動けないクロノスを保護することとなる。幻魔世界に来た東丈やギルと対峙して、「ルーフとジン」か問う（知性を奪われているため）が、自分が待つ者ではないとわかると、丈とギルをすんなり通らせる。ギルの幻魔樹破壊の際、東丈とともにギルに力を貸す。

## 幻魔大王
【マガ】幻魔の王。任務に失敗したサメディとゾンビーに雷を落とす。ルナが見せたビジョンではマントを被った巨大な悪魔のような姿。自称「10億年の不敗者」。
【映画】髑髏のイメージで描かれる幻魔。
【小説】幻魔の王。
【真】幻魔の王。存在を確認した者はいない。
【deep】サンシャイン・ボーイによると、とてつもない面白がり屋。GRENという古代の神の名を持つ。
【Rebirth】幻魔世界の幻魔の牢獄に現れ、その際「10億年の不敗者」などと語るが、それは囚人のガモンが見せた幻だった。その後、東丈に敗れたシグによって「幻魔大王がいるとされる」宇宙の中心に案内される。

## フロイ
ベガやルナを導く宇宙意識体。宇宙意識体とは、宇宙の創造主であり神と称される大宇宙意識体に属する、個性を持った意識体。生命体とエネルギー的に密接な繋がりがある。
【マガ】犬に似た容貌をもつ、ベガの戦友として登場。ベガを地球のルーナの下に送る。幻魔との決戦前地球に101匹の息子達と来訪し、共に戦う。登場時、上記や下記の宇宙意識体のフロイとの関係性は不明だったが、『Rebirth』にて関係性が明かされる。
【小説】神の如きもの。ルナに幻魔の侵攻を受ける宇宙の真実を伝え、ルナを大連盟地球戦団の司令官に任命する。セントバーナード犬として、東三千子の夢に出る。
【真】上上階梯の宇宙意識体で、アル・クラウドやリアリーのような意識体を億兆も収束した宇宙意識の超プリズム。しかしそれでも大宇宙意識体のごくわずかな一部を占めているにすぎない。大角重に啓示を与え指導する。
【Rebirth】終盤まで関係者の記憶にロックをかけていたが、ベガの前に犬に似た容貌のベガの戦友としての姿で現れる。この姿は宇宙意識体のフロイの分身であることが明かされる。

## 現代

### 東家と関係者
江戸時代から続く由緒正しい家系。杉並区の実家はかつては武士の家だった。
- 東丈については、#東丈を参照。
- 東三千子については、#東三千子を参照。

東竜介
東姉弟の父。
【マガ】新聞記者。あまり帰宅しない。いじめられっ子で弟の卓に助けられていた丈について、兄弟の中には一人ぐらい出来損ないがいるものだと評する。
【小説】丈と和解する。
【真】故人。
【deep】故人。東京帝国大学出身。大新聞の外信部長。三千子に翻訳家として実名を使用しないよう厳命する。
東卓
東丈、東三千子の弟。登場しない分岐世界もある。
【マガ】青林学園高校1年生。丈とは異なり、学業・スポーツ共に万能。東家がサメディ、ゾンビーに襲われた後姿を消す。
【小説】高校柔道のチャンピオン。学業は常に学年で1位。丈が超能力者として覚醒し、GENKENを主催するカリスマとなっても、我関せずを貫く。自称四次元オンチ。
【真】商社勤務。柔道5段。ニューヨーク出張中に失踪する。デヴィッド・ロートンに西の方にいることを霊視される。
【deep】元重量級の柔道選手。24年前、ニューヨーク出張中に失踪する。
【Rebirth】「見知らぬ世界」で登場。本来いた世界にはいなかったが、パラレルワールドに移動したことで登場した。代わりに東三千子の存在は消えてしまっている。
東洋子
東卓の妻。
【真】卓の上司の娘。短大卒業と同時に結婚する。淡白な夫よりも丈に惹かれている。失踪した卓を全く心配しない。白衣の行者の幻魔に犯される。丈と共にDC-8から失踪する。
東羊子
東卓の妻。
【deep】異常性欲者。
東美恵子
東卓と洋子の娘。
【真】3歳。霊視能力を持つ。ムーンライトをお時と呼ぶ。寝室で神隠しに遭いかける。洋子の友人に預けられていたが、洋子が失踪したため、東丈事務所に引き取られる。児島和子に面倒を見られる。
東美叡
読みは「あずまみえい」。
戸籍上、東卓と羊子の娘。
【deep】元警視庁組織犯罪対策部組織犯罪対策第2課の巡査部長だったが、退職し現在は無職。伯父の東丈を愛している。DNA分析により、実父は羊子の愛人であり、丈や三千子との血縁がないことが判明する。
東美恵
【deep】別次元の東丈の姪。
【トル】雛崎みちるに協力する。

#### 関係者
浅井
【小説】東三千子の友人。卓は三千子の結婚相手にどうかと考えている。
【真】東三千子の友人。翻訳家。ニューヨークで失踪した三千子をイタリアンレストラン「ママ・エルマ」の前で見かける。
【少女】東三千子の知り合い。水越の大学時代の同級生で、英米文学の翻訳家。3人で会うことがある。
【deep】東三千子の翻訳家仲間。独身。仲間の会合に三千子を呼ぶ。霞目で仕事に支障をきたしているが、サンシャイン・ボーイに癒される。
石黒啓太郎
【真】ルポライター。東丈の大学時代の同窓生。英語力は怪しい。クェーサー極秘資料の仕事を引き受けた直後から災難に見舞われる。妻が万引きと間違えられる。妻がマンション隣のヤクザに寝取られ、それを丈の責任と考える。
ドリル
【deep】本名不明。女流翻訳家。東三千子に懐いている。サイキックの才能がある。生理に伴う腰痛に悩んでいるが、サンシャイン・ボーイに癒される。
中田亜由
【真】スタイリスト。26歳。東丈と出会った日に愛し合う。丈と洋子のニューヨーク行きに同行する。車の運転が恐ろしく下手。
【少女】超空間の住人。高校生東三千子、クロノスと会う。東丈への記憶が薄れつつあるため、丈の絵を残そうとしている。クロノスは絵を見てアポロだと考える。
西小吉
【deep】東三千子のガードとして墨田警備保障から派遣された、90歳を超える白頭の老人。
本田俊之
【小説】大手出版社K-社の月刊誌編集長。国本の紹介で東丈に会う。『幻魔の標的』出版の手助けをする。
【真】大手出版社K-社の月刊誌編集長。東丈が書いたクェーサーの極秘資料に関する記事が、局長命令でお蔵入りになる
雛崎みゆき
【deep】ドリルの手配、サンシャイン・ボーイの資金により、人材派遣会社アウターフォースから東家にお母さんとして派遣される。夫は癌で死別。城太とみちるの母。
雛崎城太
【deep】雛崎みゆきの息子。12歳。
雛崎みちる
【deep】雛崎みゆきの娘。10歳。東丈を愛し嫉妬する。小説家志望。夢の中でベアトリスの釵を受け取る。
【トル】幻魔シグと対決する。トルテック使い。
火野
【deep】翻訳家。東三千子の翻訳家仲間では長老。銀髪が自慢。かつては柔剣道合わせて十段の壮漢。腱鞘炎を患っているが、サンシャイン・ボーイに癒される。
福島
【deep】翻訳家。酒に弱い。恐妻家。
前田
【deep】不世出と呼ばれる重量級柔道選手。東卓が世界チャンピオンになれなかった原因。

### ジーベンビュルゲン王家
ヨーロッパの一小国、トランシルヴァニア王国の王家。ヴラド串刺し公と縁続きといわれる、代々超能力を持つ家系。ルナやリアの占いにより外国の経済援助を取り付け、国家を支えている。王国の人口は1万人程度。
- ルナについては、#ルナを参照。

リア
【真】第三王女。ルナの妹。自己本位の幼児性格者。クェーサーに事実上身売りされた。早世したルナが渡米中に憑依し、ルナとフロイの邂逅を知る。高次元意識体からは自覚が足りないと見なされているが、リアリーはリアを中心として救世主の出現を導く必要があると考えている。ジョン・カコニアス・カトーにジョージ・ドナーと手を組むよう指示される。ムーンライトに東丈の許に行くよう言われる。ロサンゼルス行きDC-8で丈と会う。
ベアトリス
【新】ルナ女王の娘。地球エスパー戦団団長。1999年、幻魔により滅亡する地球を目前にして、江戸時代から時間跳躍してきたお蝶と香川千波を精神融合させ、お時を生み出す。自身は滅亡する地球に残る。お時に託したベアトリスの釵（かんざし）は物語を通じて重要な役割を持つ。

### エスパー戦団
マガジン版における地球の対幻魔超能力者戦団。トランシルヴァニア王国の超能力者で、身体がバラバラになっても再生でき、1000年もの間生きることができる。
アルカード伯爵
【マガ】エスパー戦団の1人として登場。蝙蝠に変身できる能力も持つ。
【Rebirth】神話同盟の一員。サブや月影に力を貸す。
ベアード
【マガ】エスパー戦団の1人として登場。熊に変身できる能力も持つ。
【Rebirth】神話同盟の一員。
フランケン
【マガ】エスパー戦団の1人として登場。
【Rebirth】神話同盟の一員。同じく神話同盟の一員のハンナとセットで描かれている。

### 神話同盟（ミュートス）
『Rebirth』における"神話人種"、いわゆるバンパイアや獣人の秘密結社。
その結成は、はるか昔（後に幻魔世界と判明）、世界を救った真の王の帰還を待つためのものであり、後にその真の王が東丈だったことが明かされる。
20世紀末に人間の秘密組織"不死鳥（フェニックス）"との暗闘の末、勝利したものの多くの同胞を失ったため、人間への憎悪を抱く者が現れる。奥多摩の山中に建てられた西洋風の城に拠点を持つ。
- マガジン版におけるトランシルヴァニアのエスパー戦団の何人かは、『Rebirth』で神話同盟の一員として登場する。
- ベルタ・スタリーについては#クェーサーを参照。

ラミルカ
モデル：パイラ（『バンパイラ』の主人公）
【Rebirth】神話同盟の一員。ダミアンの妹でヴラド伯の娘。東三千子とサブを捕え、奥多摩の城に拉致する。
ヴラド伯
【Rebirth】神話同盟の長。"不死鳥"の細菌兵器に侵されて死の床にあり、頭頂部の髪以外に姿は描かれない。ダミアンとラミルカの父。
ダミアン・ヴラド
モデル（容姿）：ギルガメッシュ（『ギルガメッシュ』の重要キャラクター）
【Rebirth】神話同盟の一員。ヴラド伯の長子でラミルカの兄。"不死鳥"に愛した人間の女性マチルダを殺され、人間への憎悪から幻魔の誘いに乗り眷属となる。東丈との戦闘で敗れ消えるが、その後、アメリカ軍の秘密部隊“ブラックバード”の指揮官として超能力者狩りの指揮を執っている。幻魔世界にて、容姿が同じギルや悪しき者が登場しているが、ダミアン本人かは不明。

### GENKEN
東丈、久保陽子らが組織した青林学園高校文芸部の分科会が母体。正式には幻魔研究会の略称だが、対外的には超常現象研究会の略称としている。平山圭吾の後援により、道玄坂の平山ビルに活動の場を移す。
量より質の政策をとり、新規の会員募集を停止。主要人物は無名青年塾に所属することになる。不拡大政策により不満を持つ会員が多い。
箱根セミナーで丈が失踪し、井沢郁江が会長代行を務める。井沢新体制下では会員募集の再開、丈の教理の否定、宗教法人化などの大幅な改革を推し進めるが、専制的であり旧会員の多くが去る。
- 東丈については、#東丈を参照。

秘書グループ
- 久保陽子については、#久保陽子を参照。
- 杉村由紀については、#杉村由紀を参照。
- 井沢郁江については、#井沢郁江を参照。
- 平山圭子については、#平山圭子を参照。
- 伴野静子については、#伴野静子を参照。

幹部会
小説版に登場。東丈が指名した委員による会合。会を大きくすることだけに関心を持っており、何ら本質的な議論が出来ない。以下のメンバーは東丈に追い出されている。
石丸一郎
電機メーカーの経営者。平塚の名士。GENKEN湘南支部の設立を考えている。
高村
都庁職員。どうでもいいことで発言し、自己の所在をアピールする癖がある。高村の発言により議論がいつも方向性を失う。

青年部
30歳未満の会員を対象として募集する。
内村久雄
【小説】大学2年生。東丈から青年部のリーダーに任命される。GENKENオフィスの近所に住む。
【ハル】井沢郁江の秘書グループの一人。郁江を崇拝する。要領を得ない。
【真】CRAの会員。

資料室
秋津
【小説】資料室室長。超常現象に関する新聞や雑誌の記事をスクラップする。
【ハル】井沢郁江会長代行の時代になり、会を離れる。そのため、資料室は自然消滅気味となる。
【真】CRAの会員。

菊谷明子
【小説】ボランティアの一人。保母。
【ハル】井沢郁江会長代行の時代になり、会を離れていた。東三千子に会いたいという手紙を書いたが、果たされていない。
【真】CRAの会員。
木下健一
木下少年とも表記。
【小説】ボランティアの一人。入院した久保陽子を見舞った際、生体エネルギーを注入して痛みを和らげた。
【ハル】井沢郁江の秘書グループの一人。久保陽子に誘われ、山下公園で会う。
平山圭吾
【小説】平山圭子の父。GENKENの後援者。不動産会社の社長で、他に複数の会社を経営する。東丈の帰依者だが、幻魔については今ひとつ理解できていない。
【ハル】東三千子、木村市枝に愛人とその子供達の存在を明かす。
【真】CRAの後援者。
岩田邦子
【小説】青林学園高校2年生。GENKEN創設期の会員。会が拡大するに連れ距離を置くようになる。
土屋香
【小説】作家。
【ハル】井沢郁江のほぼ専属カメラマンとなる。郁江のゴーストライターとして執筆中。
岸本チヤ子
【ハル】女子大生。東三千子の翻訳本を読み、歯が立たないと敬遠する。他の会員と気が合わないので退会しようと考えている。15歳の時に家庭教師の大学生を相手に処女喪失する。三千子と会談中に呼吸困難になる。心臓の隔壁に孔が開いており、13歳の時に余命1年と言われているため、残り少ない人生を生き急いでいる。いつ死ぬかわからないという事実を免罪符に、図々しく無礼に生きている。三千子の心霊治療で心臓が治る。

### 無名青年塾
東丈に帰依した田崎宏らによって設立された。名称の由来は無名戦士の墓。後に丈を塾長として迎える。元不良やヤクザ等訳ありの塾生が多い。武道の熟達者も多く、GENKENの講演会では会場警備をする。GENKENは新会員の募集を停止しているため、新規入会希望者には塾を紹介する。井沢郁江新体制のGENKENとは方向性の違いから距離を置く。東三千子を丈の後継者として招きたいという希望があり、三千子の隠し撮り写真が塾生のお守りになっている。
- 田崎宏については、#田崎宏を参照。

木村市枝
【小説】非行少女集団、黒バラ会のリーダー。病気の弟を持つ。親が宗教にはまり、家も金をむし取られた経験から宗教を毛嫌いしており、東丈を敵視する。丈に女性会員の一人を預かったと嘘の呼び出しを行い、河合康夫ら不良少年たちに依頼し、丈を袋叩きにしようとする。弟を治癒してもらったことがきっかけて帰依する。
【ハル】井沢郁江の秘書グループの一人。郁江から塾に戻るよう薦められる。
【少女】東三千子と共に渡米する。常にうろたえており、ボディガードの役目を果たせていない。
【真】CRAの会員。田崎宏の警備会社に勤務。生田寓の時の関門に落ちる。
【砲台】失踪した東丈を探す。
【deep】大学に進学し、薬剤師の免許を取る。独身。道端で東丈と再会する。
【Rebirth】タイガーマンが支配する超能力者の収容所に囚われていた。ミス・クローノと同室になり、行動を共にする。名前はイチエ・キムラと片仮名表記されている。
木村明雄
【小説】木村市枝の弟。進行性筋萎縮症に冒されていたが、東丈の力により回復する。クリスマス講演会で超能力が発現、テレパシーや、他者の超能力を増幅させる力を発揮するようになる。久保陽子の呪いで子宮癌になった井沢郁江を、丈の代理で生体エネルギーを注入し治療する。“友達”と呼ばれる守護霊と会話が出来る。
【ハル】心霊医師。除霊の熟達者。
【砲台】医大生になっている。
【deep】病気から回復後、医者になる。大学で知り合った医家出の女性と結婚、3人の子供がいる。
河合康夫
【小説】東丈を袋叩きにするよう、木村市枝に依頼された不良少年たちの兄貴分。市枝にはヤッちゃんと呼ばれる。父親は区議会議員。軽薄な印象を与える。前世は張孔堂の門弟。
【ハル】塾の活動を記録すると称してカメラに凝り出す。東三千子の写真を何百枚も盗み撮りする。写真は塾生のお守りに使われている。
【deep】木村市枝とまだ交流がある。
関口勉
【小説】東丈を袋叩きにするよう、木村市枝に依頼された不良少年たちの一人。真っ先に丈に飛び掛り、転倒する。河合康夫によるとドジ。クリスマス講演以来、過去認知（ポストコグニション）に目覚める。
松代直子
【小説】東洋病院の看護婦。23歳。東丈の新年講演の際に遠感が目覚め、その後塾に入る。
金本義男
【小説】元塚田組のチンピラ。井沢郁江らに因縁をつけ、暴力を振るおうとした際、郁江につまずき、電信柱にぶつかったことで、一時期植物状態となる。回復後、塾生になる。
井上修
【小説】田崎宏の友人。井沢郁江の護衛をし、後にアシスタントグループの一員になる。杖術を嗜む。絵描きの卵。クリスマス講演以来、天耳（普通では聞こえない音を聞く）に目覚める。
【新】過去世の加藤市衛門として登場する。
白水美晴
読みは「しろうずみはる」。
【小説】クラブ「ルイザ」のホステス。悪声。GENKEN箱根セミナーに参加し、井沢郁江の講演に感動する。
【deep】木村市枝とまだ交流がある。
青柴
【小説】少年係の刑事。
【少女】塾に出入りする。東三千子を女神様と崇拝する。

### RMA
高鳥慶輔
【小説】K-大学文学部1年生。名古屋出身。超能力でマッチ棒に手を触れずに火をつけることが出来る。東丈に共鳴してGENKENへの入会を求めるが、新会員の募集は停止しているため許可されなかった。正式会員ではないが会に出入りは続け、ルックスや行動力から会員の人気は高い。女優元子や久保陽子と出会い、暗黒の力に目覚める。自身が真の救世主であり、東丈は洗礼者ヨハネに過ぎないと見なす。
【ハル】自称“霊の主”。1キロ先のビルの窓ガラスを割るまでに超能力が上昇している。異言を理解できるようになる。霊体として現れた井沢郁江と交合する。郁江から対幻魔で共闘取引を持ちかけられるが拒否する。
【砲台】信者たちを連れ、南米へ逃亡。その後、信者たちの財産を奪い、南米に置き去りにし大半を死なせた。
中野
【小説】高鳥慶輔と同時期にGENKENへ出入りするようになった大学生。高鳥グループの内偵としてGENKENの動きを探るようになる。初めての女性が実の妹で、しかも肛門性交だったという変質的な過去を持つ。お下がりとして高取から下賜された元子を抱く。
【ハル】高鳥慶輔の筆頭秘書。イエスマン。

栃折加寿代
とちおりかずよ
【小説】国際的に高名だが。落ち目で破産寸前のデザイナーの秘書。高鳥慶輔とデザイナーの面会に同席する。面会終了後、30分も経たないうちに高鳥に電話をする。
【ハル】高鳥慶輔の秘書。数か国語を扱う。高鳥の性的な奉仕者でもあり、口唇愛撫に堪能。野沢緑に憑依した自称“大天使ガブリエル”から念力で圧迫され、意識を失う。井沢郁江の置き土産として寝返り幻魔に憑依される。
河村蓉子
【小説】杉村由紀の中学、高校時代の同級生。女性週刊誌の編集者。小学生の子供が2人いるが、離婚。学生時代、由紀に劣等感を抱き、体操服を切り裂くなど嫌がらせをしていた。由紀には子供がいると、由紀の記憶にないことを言う。高取慶輔に帰依する。

夏本幸代
【小説】GENKENで東丈の秘書をしていたが、退会し高鳥慶輔に下に走る。
【ハル】幹部候補生の女子大生。高鳥から“霊の主の指輪”を授かる。野沢緑の後に神界霊ラメエルが憑依し、破壊王の到来を異言で伝えた。高鳥をアギラーと呼ぶ。
野沢緑
【小説】GENKENで東丈の秘書をしていたが、退会し高鳥慶輔に下に走る。
【ハル】幹部候補生の女子大生。高鳥から“霊の主の指輪”を授かる。その際、天上との霊の道が開き、自称“大天使ガブリエル”が憑依する。

佐川
【ハル】RMAの後援者。大富豪の未亡人。数百平方メートルの広さをもつ自分のビルのワンフロア全てを高鳥慶輔に提供する。高取に面会を希望するが拒否されている。

### クェーサー
- イワン・ウイスキーについては、石ノ森章太郎のキャラクターを参照。
- レオナード・タイガーマンについては、#レオナード・タイガーマンを参照。
- ムーンライトについては、#お時を参照。
- ジョージ・ドナーについては、#ジョージ・ドナーを参照。
- 杉村由佳については、#杉村由佳を参照。
- 杉村遊奈については、#杉村遊奈を参照。

ミスタ・メイン
【小説】本名ジョン・メイン。多国籍企業クェーサーの社長。ルナの後援者で、メイン財団から拠出し米国超能力者協会を設立する。世界超能力者会議への参加を東丈に要請するためGENKENに国際電話をかけるが、丈は不在。代わりに応対した高鳥慶輔を気に入り、航空チケットを手配することを約束する。
【少女】アメリカを訪れた東三千子と会う。廃墟と化しつつあるニューヨークを先陣を切って突き進む。
ジョン・カコニアス・カトー
【小説】通称ビッグ・ジョン。ミスタ・メインの個人秘書。白人だが典型的な日本人の風貌を持つ。レオナード・タイガーマンと共謀し、メインの追放と殺害を計画する。ルナの力によりメインの前で本心をさらけ出し、追放される。
【真】クェーサーの社長。帝王と呼ばれる。
トーマス・ロビンソン
【deep】クェーサーのCEO。京都ブライトン・ロック・ホテルで東丈と出会う。
ヘンリー・ホークス
【真】浅黒く痩せた男。元諜報工作員で超能力者。レオナード・タイガーマンと気が合い、コンビを組む。“虎と狐”と陰口を叩かれる。
トマス・カッシング
【真】通称“ミスター・サイキック”。ポルトガル人。清廉潔白で人望厚く高徳な伝説的超能力者。デヴィッド・ロートンの古い友人。クェーサーの招請を受ける。ダーティ・ビジネスに手を染め、目覚しい成果を上げている。ソニー・リンクスを捕える。PKの使い過ぎによる心臓疾患で、直接活動が許されない状況にある。
ライアン
【真】クェーサーが所有するジェット機の機長。元トランス・ワールド航空。ムーンライトから様々な助言をもらい、人生をやり直そうと考える。リアとムーンライトを運ぶ機中、幻魔による世界最後の姿と、それを追い払う光“真の救世主”が日本に降臨する光景を幻視する。アメリカ到着後、辞職を決意する。愛人問題について妻と和解する。クェーサーの内幕を暴露したテープと供述書をスーザン・ヨークに託すが、レオナード・タイガーマンの催眠術により自白させられる。ジョージ・ドナーの手助けで、クェーサーのヘリコプターを奪って逃亡する。スーザン・ヨークの家に向かう途中、ソニー・リンクスから拳銃を10ドルで買う。スーザン宅でクェーサーの工作員と対峙し、一時は優勢となったが、隙を突かれてロッドに射殺される。遺体はソニーの力でどこかへ転移させられる。霊体としてDC-8に現れ、危険を知らせる。

ハロルド・ヴィンス
【真】スタンフォード大学の博士。ESP研究における名声と権威の持ち主。レオナード・タイガーマンの仇敵。日本に降臨する“真の救世主”を見つけ出すようジョン・カコニアス・カトーから指示される。
ダン
【真】ムーンライトのボディーガード。“彼”に憑依され、ムーンライト、東丈、東三千子を襲うが、突如力を失う。
マット
【真】保安部の工作員。ライアンを暗殺するためにスーザン・ヨークの家に侵入した。体毛が濃い。スーザンを強姦する。スーザンを殺そうとし、ロッドと決裂、射殺される。子供の頃、監督と喧嘩して野球チームを飛び出したことを後悔している。
ロッド
【真】保安部の工作員。ライアンを暗殺するためにスーザン・ヨークの家に侵入し、スーザンを強姦する。スーザンにサイキックとしての価値があることを発見し、手柄を独り占めするためにマットを射殺する。スーザンを助けに現れたライアンの隙を突き、隠し持っていたマットの拳銃でライアンを射殺する。その後現れたソニー・リンクスに消される。
セーラ
【真】トマス・カッシングの部下。遠感能力者。丈にハリウッドのレセプションに招待される。
エルダ
【真】トマス・カッシングの部下。魔眼（イーブル・アイ）の持ち主で、他人を呪うことで破滅させる。丈にハリウッドのレセプションに招待される。
マーガレット
【真】トマス・カッシングの部下。未来予知能力者。丈にハリウッドのレセプションに招待される。
ホルスト・ブルックナー
【rebirth】ジョージ・ドナーの部下。世界一のPK能力者を自称する、選民意識の強いマチズモの権化。ソニー・リンクスとの戦いで重傷を負う。その後、仲買人スミスにたきつけられ、幻魔の力を得て"エリア51"にあるクェーサーの本部を襲撃して東丈と戦う。
ベルタ・スタリー
【rebirth】ジョージ・ドナーの部下。ショートカットの女性。実は神話同盟から潜入した重要幹部で蛇人間。

### 米国超能力者協会
『ハルマゲドンの少女』に登場。ルナによりメイン財団から3000万ドルの基金を提供され設立された。大連盟地球戦団の母体なるはずだった。超能力者検定を実施する。
ホー老師
タイの老僧。偉大な法力の持ち主。ミスタ・メインをはじめ、協会の多くのメンバーが彼の護符により守られている。東三千子に、古き竜の封印を解きルナと会うことを助言した。
他に、サーの称号を持つアーサーと、ケイトがいる。

### 青林学園高校
- 東丈については、#東丈を参照。
- 久保陽子については、#久保陽子を参照。
- 井沢郁江については、#井沢郁江を参照。
- 平山圭子については、#平山圭子を参照。
- 岩田邦子については、#GENKENを参照。
- 田崎宏については、#無名青年塾を参照。
- 杉村遊奈については、#杉村遊奈を参照。
- ジュンについては、#石ノ森章太郎のキャラクターを参照。

江田四朗（江田四郎、矢頭四朗）
東丈の高校時代の親友。マガジン版のみ矢頭四朗、アニメ映画版のみ江田四郎。
【マガ】東丈に野球部のレギュラーの座を譲ろうとするが、拒否される。超能力に目覚めた丈の力を見せられ驚く。
【映画】東丈に野球部のレギュラーの座を譲ろうとするが、拒否される。超能力に目覚めた丈に嫉妬する。幻魔侵攻開始後、砂嵐の中で倒れた丈をカフー超能力研究所に運び介抱するが、ザメディに身体を乗っ取られる。
【小説】東丈に野球部のレギュラーの座を譲ろうとするが、拒否される。東丈が持つ超能力への嫉妬と、東三千子の前で恥をかかされたという恨みから、文化祭のGENKEN講演会を邪魔する。幻魔に接近し魂を売り憑依される。悪霊教団を率いる。久保陽子を誘い出し手先にする。
【ハル】七鬼八樹らを手先とする。井沢郁江ですら手が出せないほどに幻魔として成長を遂げている。
【deep】レギュラーになれなかったため、野球部への情熱を失い、部を罵倒する。大学時代、非道な女性問題を起こす。性犯罪者。霊能者として矢田硝子の精神を衰弱させる。京都ブライトン・ロック・ホテルで20年振りに東丈と再会する。別の世界では高校時代に狭心症で死亡。

国本
【小説】数学教師。東丈が高校1年生の時に教わった。丈に友人の本田と会ってくれるよう依頼する。
出羽
【マガ】東丈、矢頭四朗の学級担任。学業とスポーツの両立はできないと主張し、丈の学年度末考査の成績が悪かったことから、東京大学志望は諦めるよう説得する。
【小説】東丈、江田四朗の学級担任。学業とスポーツの両立はできないと主張し、丈に東京大学志望は諦めるよう説得する。
三輪真名
モデル（名前）：名前や作戦は平井和正の『スパイダーマン』『魔女の標的』に登場する三輪真名児
モデル（容姿）：容姿や能力は石ノ森章太郎の『イナズマン』に登場する小巻先生
【rebirth】杉村遊奈と同時期に赴任してきた教師。丈に接触をはかり、弱点を発見すると、ジュンや他の生徒を操り、丈を襲う。

### 生田家
『真幻魔大戦』のみ。世田谷区下馬に居を構える。表札には生田寓（生田の住まいの意）と書かれている。普段は風間亜土が結界を張っており、誰も近づけない。
生田忍
蘭の叔母。訪ねて来た東丈を警戒する。
風間亜土
真淵どうげんの使いとしてムーンライトと会う。映画『太陽の戦士』の監督として石室義輝に抜擢される。
蘭
風間亜土の親族であり亜土とは肉親ではなくより近い者。東丈と互いに惹かれ合う。ベアトリスの釵を丈に託す。“継ぐ者”。

### 東丈事務所
『真-』では映画『太陽の戦士』のために石室善輝に用意された東丈の個人事務所。『-deep』では矢田硝子から提供された。いずれも場所は四谷。
- 杉村優里については、#杉村優里を参照。
- 青鹿晶子については、#平井和正のキャラクターを参照。

児島和子
【真】17歳で夫と死別、流産する。住み込み店員をしていた。五来の紹介で事務所に勤める。夫が死ぬことを予知していた。

### CIA
ブラッドリー
【真】失踪した東三千子を連れて、ニューヨークイーストサイドのイタリアンレストラン「ママ・エルマ」に何度か現れたと支配人を抱きこみ、東丈をおびき出す。アイザック・ブラッドリーと名乗るが、チャーリーにはロスと呼ばれる。他にチャーリー、ヒューズ、ホッフマイヤーらがいる。

### CRA
宇宙再生協会。道玄坂のGENKENと同じビルに入居している。小説版のGENKENの仲間達が多く参加する。
大角重
読みは「おおすみしげる」。
【真】CRA初代会長。故人。命日は10月25日。巨大な霊覚の持ち主。フロイから啓示を受ける。予言を記した『秘密の書』を残す。“継ぐ者”。
大角三和子
【真】CRA二代目会長。大角重の妹。かつて江田四朗に憑いていた幻魔に憑依される。

### トランス・ワールド航空
ライアンの元勤務先。ライアンの死後、彼の姿が数多く目撃される。9月24日、ロサンゼルス行きDC-8に、リア、東丈、東洋子、中田亜由、マリア・ロドリゲス、ジョージ・ドナー、セーラ、エルダ、マーガレット、ヘンリー・ホークスが搭乗する。
ヘレン
【真】客室乗務員。ライアンを目撃する。
パティ
【真】無人のはずのフライトデッキでライアンの後姿を目撃する。
ジェニー
【真】客室乗務員。ライアンのお気に入り。
【少女】超空間の住人。黒人幼児に触られる。

### リンクス・ギャング
ソニー・リンクスをボスとするハーレムの黒人ギャング団。血縁で固められている。稼ぎの大部分をブラック・パンサーやブラック・モスレムへ献金している。五番街の毛皮卸商を襲撃した際、ソニー・リンクスがルナの呼びかけによりトランス状態に陥ってしまったため、突入してきた警官隊から逃亡することが出来なかった。ソニーとチンク他2名を除いて死亡。
- ソニー・リンクスについては、#ソニー・リンクスを参照。

バッチ
【小説】ソニー・リンクスの従兄。16歳。ギャング団のナンバー2で、ソニーの参謀。ブラック・パンサーに習った組織論を取り入れる。警官隊の突入により死亡する。
デニー
【小説】ソニー・リンクスの兄。警官隊の突入により死亡する。
チンク
【小説】ソニー・リンクスの兄。警察署に連行される。
アレー
【小説】18歳。団の最年長。灰色熊のような体格。警官隊の突入により生涯廃人となる。
チップ
【マガ】サンボの仲間。サメディに食われる。

### サイオニクス戦士
アニメ映画版における地球の対幻魔超能力者戦団（そのため略称はつけない）。ルナのテレパシー放送を聴いて集まった。
- ルナについては、#ルナを参照。
- 東丈については、#東丈を参照。
- サンボについては、#ソニー・リンクスを参照。
- ベガについては、#ベガを参照。

タオ
香港出身。予知能力を持つ少女。丈の修行に付き合う。カフーの完全撃破後に発見した球体がベガであると看破し涙する。
アサンシ
アラビアの遊牧民。丈に超能力の使い方を教える。力を刃に変えて攻撃する。カフーにより丈と共に石に元素転換されるが、ルナ達のサイキックウェーブマッサージで回復する。
サラマンダー
インディアン。ニューヨークで丈達に敗北して逃走するザメディが、日本へ渡ろうとしていることを読心能力で読み取り、丈に三千子の危機を察知させる。
ヨーギン
ヒマラヤ在住の老人。ソニー同様のテレポート能力を持つ。ニューヨークで戦いから逃げ出そうとするソニーに「今逃げたら一生負け犬で終わる」と説き、共に参戦する。

### その他
フォックス
【マガ】Dr.レオナード＝タイガー超心理学研究所所員。研究所ビルの崩壊に巻き込まれる。
アイリーン・テイト
【真】映画関係のライター。デヴィッド・ロートンの友人。石室映画のレセプションで丈と会い、ロートンとの面会を調整する。行方不明になる。
新木
【deep】東美叡の元同僚。上層部に気兼ねするより捜査を優先する。
石室義輝
【真】有名なプロデューサー。東丈原作で映画を作りたい。秘書の杉村優里を丈に預ける。
岩戸火見子
【小説】女子高生。北海道出身の霊感少女。本名は岩戸幾代。
【ハル】高鳥慶輔に会うために座り込みをする。自身をアルゴールと名乗り、高鳥をアギラーと呼ぶ。
オライリー
【映画】ニューヨーク市警分署署長。ザメディに身体を乗っ取られる。
【小説】アニメ映画版と同じ。
北村泉
【deep】警視庁少年課に配属された婦警。東美叡を尊敬している。三島からの伝言を伝えに来る。美叡に北ちゃんと呼ばれる。
猿坊
【deep】霊能者。数千年の歴史を持つ家系の出。伊勢に住む。東丈に信頼される。
沢川淳子
東丈の元恋人。
【映画】丈の同級生。野球部のレギュラーになれず、自棄になった丈に距離を置こうと提案する。内心では東三千子にはかなわないという思いがあった。ザンビに身体を乗っ取られて丈と戦い死亡。
【小説】丈より2歳年上の音大1年生。高慢な性格。丈と交際していた間も他の男と関係を持ち、その子供を堕ろしている。野球部のレギュラーになれず、自棄になった丈に別れを告げる。幻魔に皮一枚を残して食い尽くされる。
サンシャイン・ボーイ
【deep】ミュージシャン。万能の超天才と呼ばれる。東三千子に求婚する。別の世界で、東丈に幻魔大王の存在を告げる。
七鬼八樹
読みは「しちきはっき」。
【小説】新興宗教団体の教祖。24、5歳の学生。スターゲイト（星の門）という機関誌を発行し、東丈率いるGENKENと江田四朗の悪霊教団を批判する。高鳥慶輔は全く問題外の小物と評したため、高鳥の逆鱗に触れられる。
【ハル】高鳥慶輔に宗教ゴロと見なされる。井沢郁江によると、幻魔の手先で、郁江や高鳥の評判を失墜させることが目的。
自閉症の少年（仮称）
【真】本名不明。メアリー・ワトキンスに付き添われた自閉症の少年。東丈を目的地に導く者としてデヴィッド・ロートンに予言される。ロサンゼルス行きDC-8で丈に出会い、覚醒させる。
ジョージ
【真】デヴィッド・ロートンの弟子。黒人。透視能力を持つ。ロートンを裏切り、クェーサーに雇って欲しいと打診する。
スーザン・ヨーク
【真】ライアンの元愛人で現在も親しい友人。愛称はスージー。マンハッタンに住む。ライアンからクェーサーの内幕を暴露したテープと供述書を託され、ライアンが失踪したらそれらをニューヨーク・タイムズに持ち込む手筈になっている。ライアン暗殺を目論むクェーサーの工作員二人に押し入られ、強姦される。途中、超能力に目覚め、二人の名前や目的を言い当てる。ソニー・リンクスの力で安全な場所に転移させられる。
【少女】超空間の住人。黒人幼児に触られる。
杉村なお美
【deep】矢田硝子の秘書。料亭で東丈、東美恵と会う。
斎天大聖
【deep】孫悟空のこと。東美叡に魅入る途轍もない力を持つ霊的な存在。
デヴィッド・ロートン
【真】高名なサイキック研究家。自身もサイキック能力を持つ。『憑依されたアメリカ』等著書多数。トマス・カッシングの古い友人。失踪した東卓はニューヨークの西の方である種の封鎖を受けているという。クェーサーの招請を断る。失踪した東丈が搭乗したDC-8を調査しようとして行方不明になる。
照井良江
【真】ジャズ歌手。杉村優里の8年来の友人。東丈と3人で食事をしたことがある。
松田
【小説】杉並のS-高校の番長。江田四朗の教団に入るが、逃げ出す。九州への高飛び料とひきかえに、東丈達に江田の動きを教える。
真淵どうげん
【真】風間亜土の導師。日本の黒幕とも噂される老人。正体不明。
マリア・ロドリゲス
【真】デヴィッド・ロートンの弟子。プエルトリコ人。心理測定（サイコメトリ）と遠感を持つ。麻薬中毒の黒人二人組みに襲われたところをジョージ・ドナーに助けられる。
メアリー・ワトキンス
【真】福祉事業のボランティア。自閉症児童を治療する施設で働く。2年担当している子をサンタ・バーバラに出来た新しい小児自閉症専門治療施設に連れて行くため、DC-8に搭乗する。東丈と会話をする。
元子（女優）
【小説】女優。GENKEN会員からは“クレイジー・キャット”とあだ名される。東丈の警告を無視して江田四朗の下へ行き、恐ろしい目に遭う。再度丈に救いを求めGENKENオフィスに現れるが、丈は不在。居合わせた高鳥慶輔を自宅に招く。高鳥の性奴隷になる。久保陽子にも性技を加えられる。後に高鳥に捨てられ、中野達の性の餌食になる。
元子
【少女】東三千子の高校時代の親友。
矢田硝子
読みは「やたがらす」。
【deep】表札の表記は八咫烏。達磨のような体形。タニケアス病という奇病に罹っており、マッサージを受けながら熱い湯に入浴しないと筋肉が硬化する。猿坊を通じて東丈に仕事の依頼をする。丈に心酔し、四谷の事務所を提供する。
隆元
【小説】念力を使う行者。市枝宅に押し入るが、丈の力によって退散させられる。

## 江戸時代
- 由井正雪については、#由井正雪を参照。
- おみちについては、#おみちを参照。
- お時については、#お時を参照。
- 月影については、#月影を参照。
- 丸橋忠弥については、#丸橋忠弥を参照。

## 飛鳥時代
『真幻魔大戦』のみの登場だったが、一部のキャラクターは回想などで『Rebirth』にも登場。
- 役の小角については、#役の小角を参照。
- 雪野については、#雪野を参照。

小笹の大足
【真】修験者。ベアトリスの釵を杉村優里から奪う。
大角
読みは「だいかく」。
【真】修験者。小角、雪野の父。
あかい
【真】うさぎの兄。杉村優里は“坊や”を思い出す。
うさぎ
【真】あかいの妹。大怪蛇の瘴気に当たり昏倒する。

### 犬神一族
見張る者、看視者。ら・むうを神と崇める。ふぇる・ろいの呪いにより、生殖能力が低く、絶滅に瀕している。
- せぐろについては、#せぐろを参照。

無宇
【真】長老。たてがみを持ち、黄金の光耀に包まれた巨狼。過去世ではムウの神殿に仕えており、当時の人類の滅亡を目撃している。一族に絶望し旅立つ。
みなわ
【真】遠感を持つ。小石との子を妊娠しているが“ひるこ”となり、産まれなかった。杉村優里を憎悪し襲うが、優里の遠当ての術により死ぬ。
小石
【真】杉村優里の助力者。せぐろを嫌う。大足との戦いで記憶を失い狼の姿になる。小角の使いとなるが、優里を襲うみなわに立ち向かい殺される。みなわの子の父。

## 古代ギリシャ
紀元前3000年頃のギリシャ。
- アポロについては、#アポロを参照。
- クロノスについては、#クロノスを参照。
- パンドラについては、#パンドラを参照。
- アルテミスについては、#アルテミスを参照。

ガレナス
【少女】ゼウスの弟子。アポロの元から去る。
デーモン
【少女】イルカ。超空間でクロノスと再会する。
ディアボロ
【少女】イルカ。超空間でクロノスと再会する。
シリウス
【真】狼。アポロの使い。人間並みの知恵を持ち、霊能でアポロやクロノスと交流する。
ゼウス
アポロの父。故人。
【真】若くして早世する。
【少女】アポロとアルテミスの父。
ハデス
クロノスの叔父。
【真】邪な男。クロノスの霊力を利用して悪事を企んだことがある。

## ムウ
3万年前に隆盛した海上の王国。精神文明であり、宇宙へも自由に行き来していた。幻魔の侵攻により、犬神と一部の人間を除き滅亡する。
- ソルについては、#ソルを参照。
- フォーリアについては、#フォーリアを参照。
- ワーリアについては、#ワーリアを参照。

アガシャー
【少女】ムウの王。
ナル
【少女】ムウに至る時の関門の門番。金狼にして人狼。狼の姿でいることに誇りを持つ。門を強行に突破しようとしたクロノスと取っ組み合いになる。
【真】同じく門番として登場。
アニア
【真】人狼族の女性。
テミス
【真】神殿の侍女。
ダツラ
【真】異国人。野蛮人と呼ばれる。

## 幻魔世界
『真幻魔大戦』で、ソル、クロノス、ジョージ・ドナー、ソニー・リンクス、ダツラ、ナルが超空間から転移した時代の定かならぬ世界。地上は獣人達に支配されており、地底の雲の人や悪しき者と戦いを続けている。時代やそもそも地球上であるかについて明言はされていないが、次の点から遥か過去の地球であると推測される。
- “雲の人”の住処である7つの地底都市があるが、『少女』でムウの時代よりも遥か過去、かつて地球にはアリエスを含む7つの地底都市が存在したと言及されている。
- 星座が現代のものと全く異なる。星座の配置が変化するには数億年単位での時間の経過が必要である。
- サタンを信仰する教団が存在する。サタンは地球上の悪魔である。

他作品で描写されることがなかったが、『Rebirth』第5巻のクリスタルがムウより遥か昔のものであることが明かされ、その後、『Rebirth』第6巻以降、時舟により丈が転移した世界として描写された。
ギル
モデル（容姿）：ギルガメッシュ（『ギルガメッシュ』の重要キャラクター）
【Rebirth】別の世界から来た人間。別の世界から来たとしているが、それが丈のいた世界と同じ世界かは不明。丈のいた世界にいたダミアン・ヴラドに似ているが、過去の記憶を失っているようで、ダミアン・ヴラドと同一人物なのか、それとも、同様に同じ顔を持つ“雲の人”なのかは不明。強力な超能力で竜人などを支配していた。
雲の人
【真】「7つの地底都市に住んでいる者たちで、悪しき者を下僕としている」と間接的に言及のみされる。
【Rebirth】モデル（容姿）：ギルガメッシュ（『ギルガメッシュ』の重要キャラクター）
全員、ギルやダミアン・ヴラドと同じ容姿をしている。自分たちを「偉大なる幻魔一族が、作り上げた奉仕種族」と明かしている。ガモンの台詞から、幻魔樹から作り出されたことがわかる。
なお、ギルガメッシュも「クローンとして複数作られた存在」で「地球を支配しようとする悪魔族（宇宙人）が、作り上げた奉仕種族」という設定が『ギルガメッシュ』で後半になって明かされている。
悪しき者
【真】雲の人の下僕。同様の武装をした強力な超能力者ということだけが語られている。
【Rebirth】幻魔世界における幻魔の呼び名。

### 幻魔の牢獄
『幻魔大戦Rebirth』で登場。過去または未来で、罪を犯した幻魔を囚人として捕え、幻魔の養分として再利用する施設。
- マ王については、#マ王を参照。

幻魔樹
【Rebirth】牢獄の囚人のエネルギーを養分として吸収し、実から新たな幻魔を生み出す巨大な樹。別次元に存在し、この存在がクロノスの時間移動を妨げていた。ギルにより過剰にエネルギーを与えられ、別次元から引き釣り出されたところを地上戦艦の攻撃にあい消滅した。
ガモン
【Rebirth】ガラールの卵から生まれた幻魔。初めて登場したときは、自身を幻魔大王と嘯くが、丈によって正体を見破られる。丈の慈悲により牢獄から解放されたことで、丈を助ける。

### 獣人
作中数多く登場するのは、犬人やウサギ人、竜人だが、シカやイノシシなどの獣人も登場する。名前の無いキャラクターなどは、石ノ森章太郎の『ドッグワールド』のキャラクターをモデルとしている。
グアランディール
【Rebirth】少佐。ヤマネコの獣人。出自や種族の異なるヘンガルと対立する。

#### 犬人
ツルイ
【真】艦長。
ヘフスイ
【真】司令官。
ギリグリヨ
【真】魔女裁判官。クロノスを犯す。
メルムクワール
【真】暗黒神を信仰する僧侶。
リグリス
【Rebirth】艦長。種族に拘らず、統制をおこなう。
ヘンガル
【Rebirth】少佐。出自や種族の異なるグアランディールと対立する。

#### ウサギ人
ラチル
【真】ドナーを愛する。毛皮を残して解体、食料にされる。
ルシイ
【Rebirth】意識を失っていた丈が姉と間違えた相手。異種である丈をかばってくれる。

#### 竜人
『Rebirth』に登場。ギルに支配されている。デザインのモデルは、『神話前夜』に登場する幻魔たちの乗る竜。高い再生能力を持ち、丈に重傷を負わされても、即座に回復する。また、通常は斧のような武器を使用しているが、丈などの強敵に対してはエネルギーを刃物に変えた武器を使用する。蛇人と同じく幻魔に作り出された兵士で、「竜人兵」として悪しき者の命令に従っていたが、ギルに倒された竜人は彼に忠誠を誓い、悪しき者や幻魔を裏切る。

#### 蛇人
『Rebirth』に登場。竜人と同じく幻魔に作り出された兵士で、「蛇人兵」として悪しき者の命令に従っていた。

## 神話前夜
幻魔世界同様、時代の定かならぬ世界で、地上は獣人に支配され、さらにその上に幻魔が君臨している。『幻魔大戦 神話前夜の章』の続編『髑髏都市の章』での描写から未来の世界という可能性が高く、『Rebirth』では終盤に、月が破壊され人類が敗れた未来と明かされた。
- ルーフについては、#ルーフを参照。
- ジンについては、#ジンを参照。
- マ王については、#マ王を参照。

ラン
【神話】ニンジャの一員。ダンとの子供を身籠るが、ジンにも惹かれていく。最終決戦ではパロメの攻撃を受け死亡する。
【Rebirth】ルーフやジンの兄弟がマ城に攻め込む決起をする場面で描かれている。
ダン
【神話】ニンジャを束ねる頭目。自分の意に沿わない相手を奇形のような姿に変え、恐怖政治で支配していた。
ダー
ダンとランの子供。
【神話】ダンの死後に明らかとなったダンとランの子供。ランを胎内から操る能力があり、登場時はランを操り、ダンを殺したジンを殺そうとした。
【Rebirth】『神話前夜の章』と同様に現代の地球（あるいは別の地球）に来たかのようなコマがあるが、「東京戦線」などの現代パートには登場しない。その後、終盤の最終決戦に登場し、丈に力を貸す。
パロメ
幻魔の王妃。
【神話】マ王の妻。ルーフやジンやその兄弟の義母であるが、人間の血のつながりのある彼らを嫌っていた。最終決戦ではルーフやジンの兄弟を次々と凍らせていくが、ランの胎内にいたダンの存在に気付かず、返り討ちにあう。
【Rebirth】作中の台詞からその存在がわかる（『神話前夜の章』の台詞が使われている）が、作中登場せず、ルーフやジンの兄弟が凍りついて死んでいった理由も不明となっている（マ王が行ったかのような演出となっている）。

## 異星人
- ベガについては、#ベガを参照。
- 戦友・フロイについては、#フロイを参照。

アリエータ
ベガの恋人。
【マガ】戦いの中で命を落とす。
【映画】戦いの中で命を落とす。
【真】ジラ星人。人でありながら、サイボーグのベガを愛する。戦いの中で命を落とす。
【小説】戦いの中で命を落とす。
【Rebirth】戦いの中で命を落とす。ベガに生まれ変わったらまた一緒にという約束をする。

## 超空間
いくつか存在するという場所、時代を超越した空間。『真-』でDC-8から失踪した人物のうち何人かが辿り着く。また、ムウから扉を抜けてソル、クロノスらが辿り着く。『-少女』では古代都市アリエスの時の関門を抜けて、高校生東三千子とクロノスが辿り着く。
マザー
【少女】本名不明。10歳にも満たない少女。ムーンライト、東三千子と同じ仕草をする。中田亜由から様々な教えを受ける。“神の如き者”とアシラーに呼ばれる。宇宙意識体の化身。
黒人幼児（仮称）
【少女】本名不明。ソニー・リンクスとの関係は不明。女性への性的エネルギーを超能力に変える。アシラーに憑依される。

## 高次元意識体
- リアリーについては、#リアリーを参照。
- 高次元意識体ではなく宇宙意識体のフロイについては、#フロイを参照。

アル・クラウド
【真】リアリーより高次元存在の意識体であり、数億年に一度フロイとコンタクトを持つことができる。
セテリア
【真】リアリーの侍女。
エルリア
【真】ソルの聖なる眠りに現れ、クロノスに自覚を促す。
ルキフェル
【真】サタンの本質で堕天使と呼ばれる。全世界に暗黒波動を放出し続けている根元的存在。ソル王女によってサタン書から呼び出される。

## 幻魔
- 魔王については、#魔王を参照。
- マ王については、#マ王を参照。
- 幻魔大王については、#幻魔大王を参照。
- シグについては、#シグを参照。
- 火竜とカフーについては、#火竜と#カフーを参照。

ザメディ
幻魔の尖兵。
【マガ】ちび幻魔サメディとも。ニューヨークで署長とチップを食い、所長室と一体化しソニーを体内に幽閉する。ルーナ達により倒された後、ベガ達の活躍により体の大半を異次元に飲み込まれたが、本体は周囲の人間を巻き込みそのまま日本の東家に逃亡、ゾンビーと合体し東家を襲うが、東三千子の炎の力で倒される。外見は羽を生やした悪魔のような姿。
【映画】エスパー達をおびき寄せるため、ニューヨークにてオライリー署長の体を乗っ取り、ソニー・リンクスをエネルギーボール内に幽閉。さらに自身も合体しニューヨークを火の海にする。その後は上記のコミック版と同じ経緯をたどるが、人間を巻き込まずそのまま逃亡。ザンビ同様に警官を乗っ取ってザンビと共に東三千子を襲うが、こちらでは合体しない。三千子によりザンビが倒され逃走する。その後江田四郎を乗っ取り、富士山で喉の渇きを訴える東丈に水筒をちらつかせ幻魔への協力を要求するが、これを拒んだ丈と一対一の対決の結果、敗北し消滅する。外見は腰部が欠損した二足歩行のトカゲのような姿。
【Rebirth】オズボーン准将の体を乗っ取り、ソニー・リンクスやCIAを罠にはめる。別世界の記憶から、ソニー・リンクスに正体を暴かれるも、エネルギーボール内に幽閉することに成功する。
ザンビ
幻魔の尖兵。変能細胞を持ち、様々な生物に変化出来る。
【マガ】ちび幻魔ゾンビーとも。サメディの部下。東三千子の炎の力で倒される。外見はザメディと同じく悪魔のような姿だが、やや小太りでコミカルな外見。
【映画】東丈を抹殺すべく沢川淳子を乗っ取り、手篭めにしようとするものの失敗し撃退される。丈の不在中に警官を乗っ取って東三千子を襲い身体を乗っ取ろうとするが、三千子の炎の力で倒される。狛犬のような外見で息が臭い。
【小説】ザメディと組んで地球に来寇する。力はザメディに劣る。東丈のドッペルゲンガーとして現れ、言葉巧みに丈を乗っ取ろうとするが拒否され、岩壁に叩き付けられる。東三千子を襲うが、炎で反撃される。
砂幻魔
【マガ】東京に出現した砂そのものの幻魔。巻き込んだ人間を砂に変える。砂そのものなので基本的に不定形だが、丈に上空へ巻き上げられた際に一つ目巨人の姿を見せる。
【小説】東京に5平方メートルの砂漠を作る。日々成長している。
ナオミ
【マガ】幻魔のスパイ。東丈に近づくが、丈を好きになり裏切ったため、シグに抹殺される。
寝返り幻魔
【小説】転び幻魔、幻魔の康夫、幻魔の郁江とも。江田四郎を裏切り、井沢郁江に接近する。誰にでもなれる能力を持っており、郁江の前にドッペルゲンガーとして現れる。
【ハル】井沢郁江に力の一部を貸し与えている。郁江の置き土産として栃折加寿代に憑依し、高鳥慶輔を江田四郎にけしかけようとする。
ゼムド
【Rebirth】人類社会の会社を模した幻魔の組織を統率し、「会長」を称する初老の男。真の姿は8つの目と6本の腕を持つ。
お時の追跡者（仮称）
【新】末端の下級幻魔。1999年から江戸時代に時間跳躍したお時を追ってきた。桶町火事の際に黒煙が作り出す巨大な髑髏として現れる。力を欲する由井正雪を騙し心身を乗っ取ろうとするが、正雪の抵抗が強すぎたため、第3の人格、魔人正雪となる。正雪の影響により、破壊よりも支配を目指すようになる。
【真】由井正雪に祓い落とされた際に力の大部分を奪われている。その後、小者を転々と渡り歩き、現在は単なる淫魔に成り下がっている。低級の白衣の行者に憑依し、東洋子や久保陽子を犯す。東丈を“真の救世主”だと言う。由井正雪が敗れた後、再びその魂が肉体として顕在化するのを待っており、丈に近づく。サタンを敵視し、杉村優里にサタンの動静を伝える。
スミス
【Rebirth】仲買人を自称して人間たちの前に現れる白髪の男。悪魔のような真の姿を持つ。

## 魔族
かつて超古代文明の時代に地球圏を席捲した幻魔。現在の火星と木星の間にあった第5惑星を粉々に破壊するほどの力を持つ。出現した“真の救世主”によってもたらされた地球全体を覆う光の力により、閉鎖時空間に封じ込められる。膨大な時を経て、自らが幻魔であったことを忘れつつあり、地球土着の悪魔、妖怪、物の怪の類と化している。そのため、宇宙からの幻魔侵攻軍に対立する存在となる。
サタン
【真】“彼”の正体。かつて地上に降り立ち、人間として肉体を持った高次元意識体。幻魔と手を結び、自身の本質であるルキフェルの力をも取り込み、生身の肉体を持ったまま最大最高の幻魔司政官となる。地底に封じられて以降、長い間幻魔の中枢から離れているためその事実を忘れ、自身を悪魔王だと思い込んでいる。封印が解け始めている。東丈の身辺に心理的、物理的波動を起こす。ムーンライトが存在した痕跡を人々の記憶や記録から消去する。
【ハル】破壊王と呼ばれる。
【少女】幻魔侵攻軍を前に、不可解な沈黙を守る。
古き竜
【少女】サタンの乗物と称される竜。魔族がみな幻魔侵攻軍に寝返る中、唯一サタンに対する忠誠を守る。メイン邸のルナを監視していたが、東三千子の説得により監視を解く。
アシラー
【少女】七大魔使の1人。東三千子、クロノスの心にある負の感情を道として、彼女が辿りついた超空間に出現し、破壊しようとする。マザーに倒される。
赤竜
【ハル】真紅の巨竜とも。かつてムウ大陸を海没させた、地殻エネルギーの化身。地底で身じろぎし大きな地震を起こすが、覚醒せず再び眠りにつく。
【少女】幻魔の配下となり、各地で大変動を引き起こしている。
リビアタン
大怪蛇。
【真】サタンの古き友、乗物。飛鳥時代に出現する。杉村優里をクロノスと呼ぶ。1億8000万年前の恨みがある。
【少女】幻魔の配下になる。
ベリエル
【少女】幻魔の配下になる。
アギラ
【真】クロノスやソル王女らが迷い込んだ幻魔世界を暗黒波動で満たしている悪魔王。ソル王女ら"黄金の翼持てるもの"の真の敵たる魔神。
【ハル】アギラーと表記。夏本幸代に憑依したラメエルや岩戸火見子が高鳥慶輔をこの名で呼ぶ。
九尾の狐
【真】小笹の大足に憑いている。
黒き竜
【Rebirth】ベガやイチエたちの前に現れた後、幻魔ゼムドと戦って粛清される。

## 作者のキャラクター

### 石ノ森章太郎のキャラクター
石ノ森章太郎の別作品（幻魔大戦シリーズ以外）のキャラクター。
- ラミルカについては、#ラミルカを参照。
- 三輪真名については、#三輪真名を参照。
- 役行者については、#役の小角を参照。
- ギルガメッシュをモチーフとしたキャラクター
  - 破壊王・ギルについては、#ギルを参照。
  - 悪しき者については、#悪しき者を参照。
  - ダミアン・ヴラドについては、#ダミアン・ヴラドを参照。

『サイボーグ009』の登場キャラクター
サイボーグ009の登場人物も参照。
イワン・ウイスキー
登場作品：『サイボーグ009』
【マガ】終盤、集結した超能力戦士として登場。
【Rebirth】クェーサーの頂点に立つ、地上最大のサイキック。ジョージ・ドナーによると、クェーサーの人間でも一部の人間しかその顔を知らない。『サイボーグ009』同様、父親により改造され超能力を獲得し、ある組織に父子ともに迎えられるも、洋上の孤島にあった組織の中枢部を超能力で破壊し、組織を壊滅させる。島の多大な犠牲に衝撃を受け、自分を岩の下敷きにしようとしたところをミス・クロノに止められ、幻魔の存在をミス・クロノに知らされて、幻魔との戦いに加わる。
ガモ・ウイスキー
登場作品：『サイボーグ009』
【Rebirth】イワン・ウイスキーの父親。人類の可能性のためにイワンの脳を改造する。父子を迎えた組織をイワンが壊滅させた際、巻き添えで死亡する。
スカール
登場作品：『サイボーグ009』
【Rebirth】イワン親子を迎え入れるはずだった組織の幹部。イワンが起こした中枢部の爆発に巻き込まれたかのように描かれている。
コスモ・チャイルド
登場作品：『サイボーグ009』
【Rebirth】『009』同様、惑星フルルから逃れてきた移民で、テレパシーで会話する。ただし、本作品で惑星フルルを滅ぼしたのは、幻魔。

風祭ジュン
登場作品：『ジュン』
【Rebirth】青林学園高校の2年生で東丈の同級生。丈とは親友で、高校では一緒にいるシーンが多い。別の世界（パラレルワールド）の可能性について丈に教える。丈にとって、超能力や幻魔のことも話せる、姉の三千子に次ぐ相談相手である。丈に久保陽子を引き合わせるなど、物語上のキーパーソンにもなっている。三千子の存在しない世界で唯一三千子のことを記憶しているなど、謎を秘めた人物であったが、第57話「集結の時 III」でその正体が幻魔の司令官シグであったことを自ら明かし、丈たちに宣戦布告する。
揮大坊玲次郎・コング大王・博士（ドクター）
登場作品：『イナズマン』
【Rebirth】青林学園高校が幻魔に襲われた際、幻魔に操られた生徒として登場。元の作品では超能力者だが、この世界の彼らに超能力があるかは不明。

『さるとびエッちゃん』（『おかしなおかしなおかしなあの子』）の登場キャラクター
猿飛エツ子
登場作品：『さるとびエッちゃん』
【マガ】終盤、集結した超能力戦士として登場。
【Rebirth】「グランド・プロローグ」でベガの見た夢の中に登場（マガジン版と同じく月と対峙する超能力戦士という構図）。第44話「東丈の帰還 IV」以降、ブクとともに記憶を無くした東丈の前に現れる。
ブク
登場作品：『さるとびエッちゃん』
【Rebirth】第44話「東丈の帰還 IV」以降、猿飛エツ子とともに記憶を無くした東丈の前に現れる。

風田三郎（サブ）
登場作品：『ミュータント・サブ』『イナズマン』
【マガ】終盤、集結した超能力戦士として登場。
【Rebirth】スパイ生活に嫌気がさし隠退生活を送っていたが、局長からの依頼により当初は不本意ながら東三千子の護衛を引き受ける。幻魔の存在を信じることにより三千子の護衛を正式に引き受けるが、神話同盟により三千子共々囚われの身となる。テレパシーを送った犬神一族の月影により助け出され、三千子を守るため、ダミアンと戦う。
オズボーン准将
登場作品：『仮面ライダーBlack』
【Rebirth】ザメディに心身を乗っ取られ、ソニー・リンクスや東丈を罠にはめる。

### 平井和正のキャラクター
平井和正の別作品（幻魔大戦シリーズ以外）のキャラクター。
- 三輪真名については、#三輪真名を参照。

四騎忍
登場作品：『地球樹の女神』
【砲台】失踪した東丈を探す。
犬神明一号
登場作品：『アダルト・ウルフガイ』
【トル】雛崎みちると会う、年長者の犬神明。
犬神明二号
登場作品：『ウルフガイ』
【トル】雛崎みちると会う、若年者の犬神明。
青鹿晶子
読みは「あおしかしょうこ」。
登場作品：『ウルフガイ・シリーズ』
【deep】矢田硝子が手配した東丈の秘書。未亡人。以前は大企業の会長秘書だった。
【トル】犬神明一号、二号と会う。
野々村直哉
登場作品：『アブダクション・シリーズ』
【トル】映画製作に参加する。